# Marché de Noël de Vienne
Le marché de Noël de Vienne (Christkindlmärkt Vienna en allemand, ou marché de l'Avent , ou marché de l’Enfant Jésus) est un marché de Noël chrétien traditionnel de 1294, de la Saint-Nicolas (fête) et de Noël, à Vienne en Autriche. Il a lieu tous les ans durant la période de l'Avent (avant Noël, du 25 novembre au 24 décembre), et est le plus ancien, et un des plus importants marchés de Noël du monde germanique.

## Historique
En 1278, Rodolphe Ier de Habsbourg (duc d'Autriche et roi des Romains du Saint-Empire romain germanique) autorise la ville, traversée par le Danube, et classée depuis au patrimoine mondial de l’UNESCO, à organiser deux foires annuelles. Ce marché de Noël (le plus ancien marché de Noël connu) a lieu pour la Saint-Nicolas (fête) le 6 décembre 1294. Il est dédié à l'évêque Saint Nicolas (270-345), traditionnellement accompagné de la créature mythique germanique Krampus.

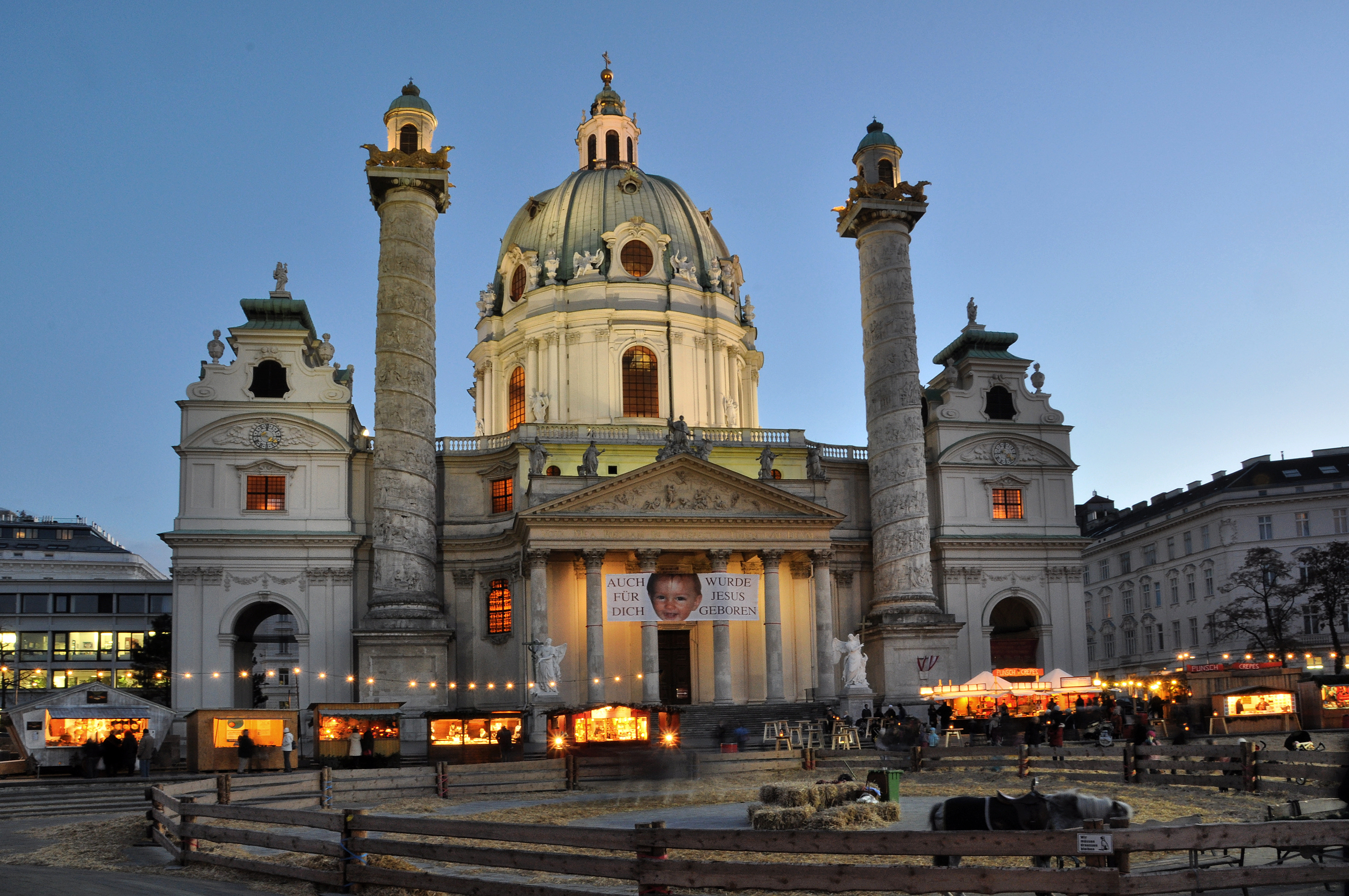
Église Saint-Charles-Borromée
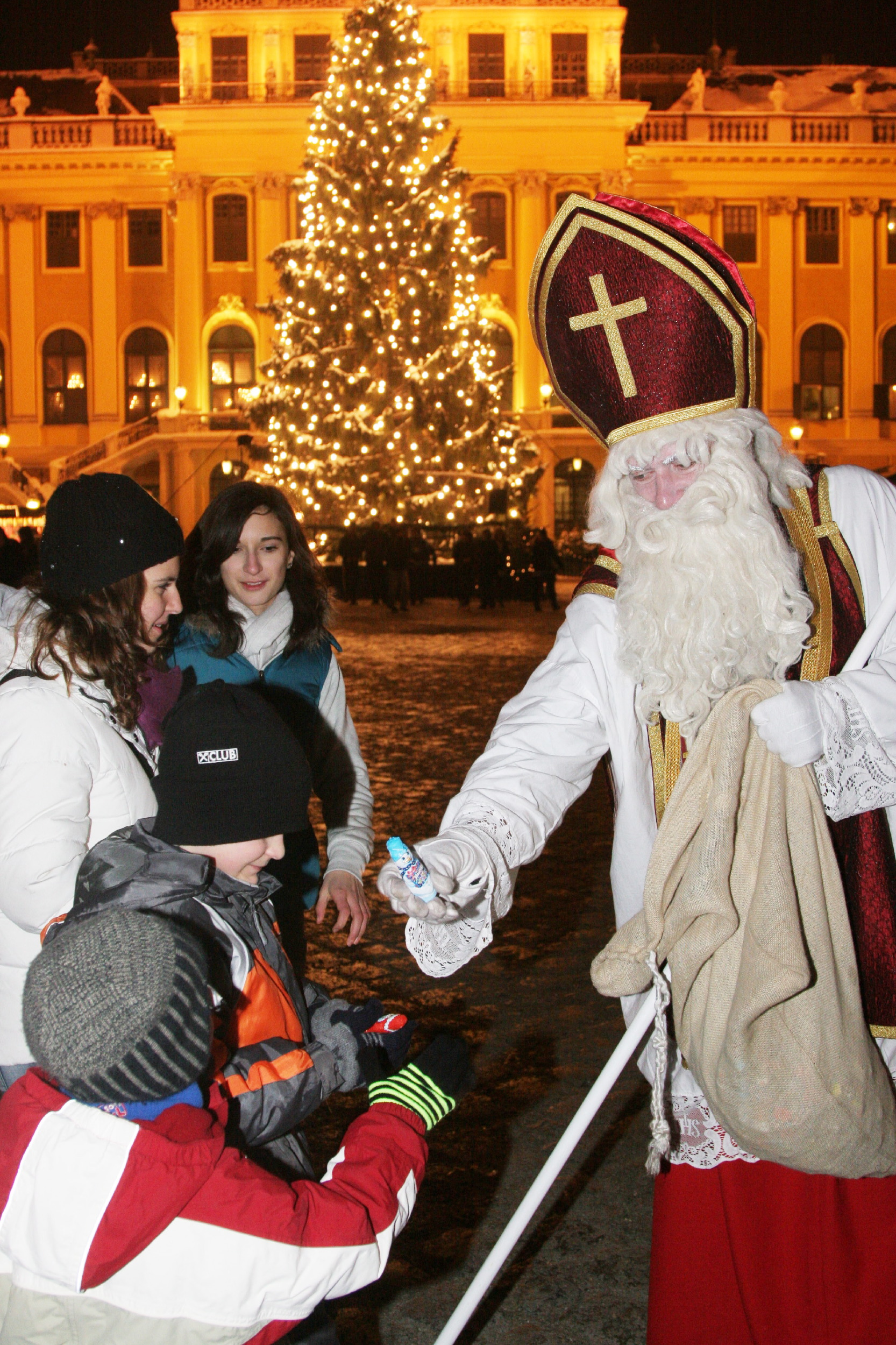
Saint Nicolas
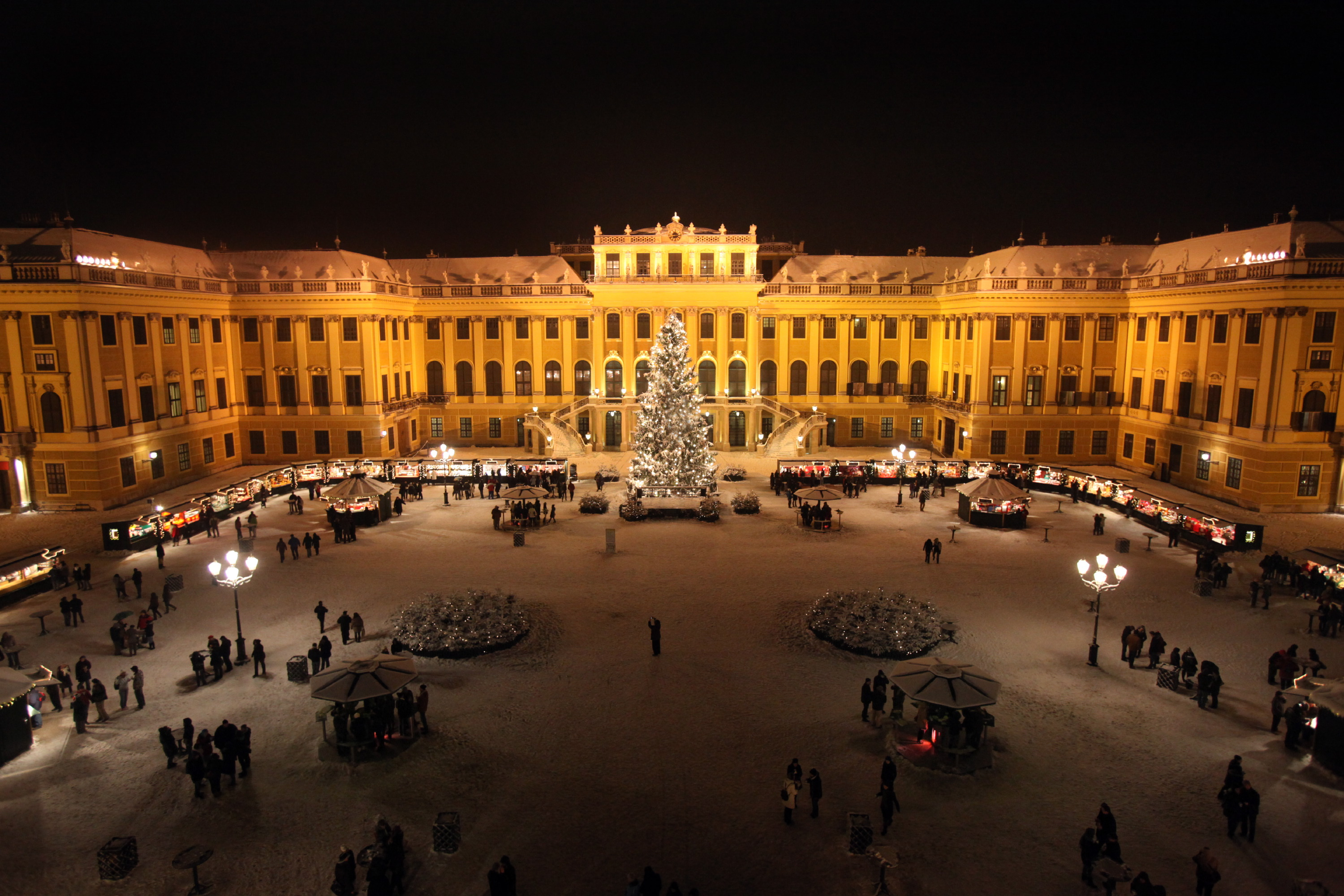
Château de Schönbrunn
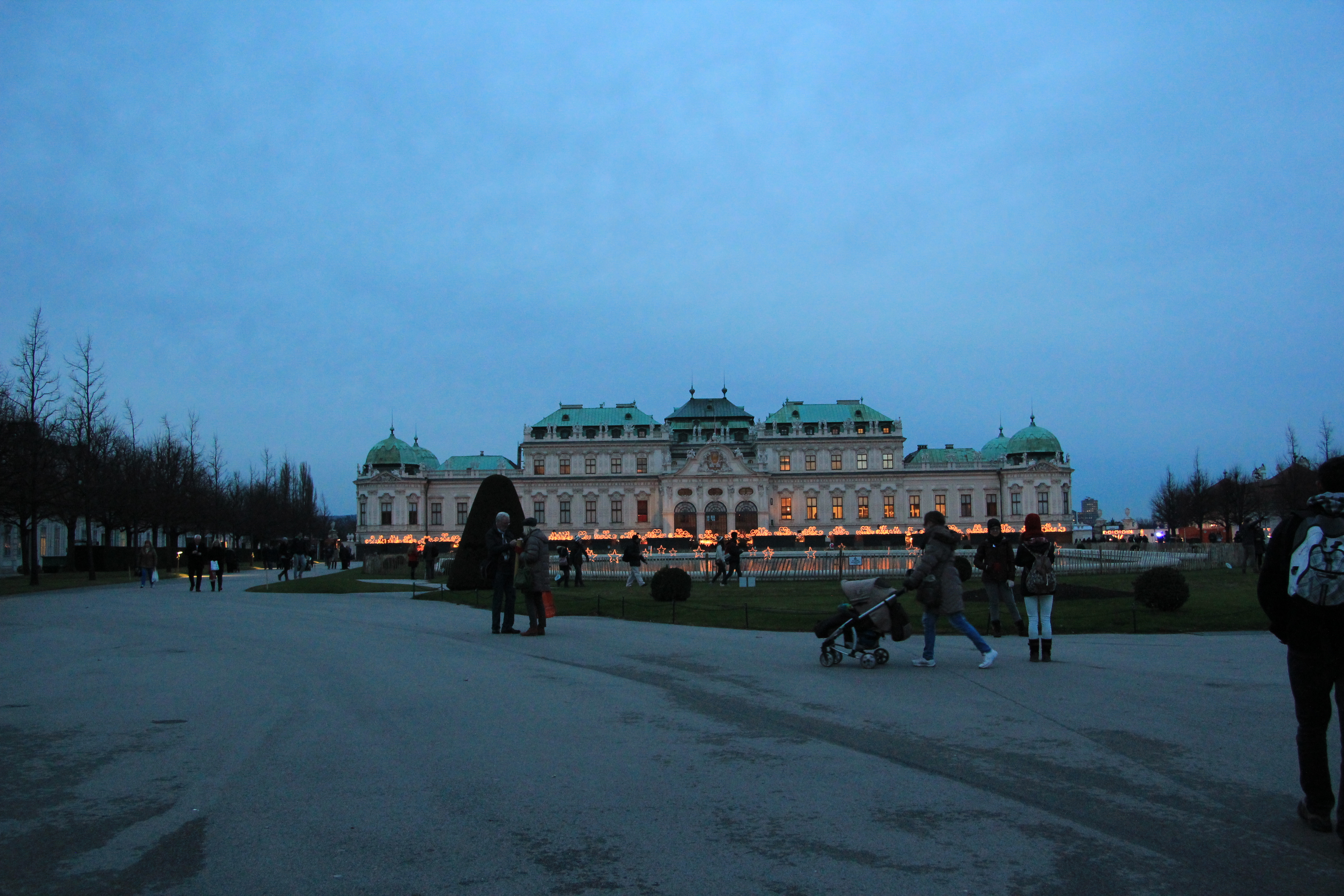
Palais du Belvédère

Il est réparti autour des plus belles places et monuments historiques du centre historique de la ville : place de l’Hôtel de Ville (Rathausplat, entre l'hôtel de ville (Rathaus) et le théâtre impérial Burgtheater), place Marie-Thérèse, place Am Hof, place du Freyung, palais Hofburg, palais impérial de Schönbrunn et ses jardins, palais du Belvédère et ses jardins, ancien hôpital général de Vienne (Alten AKH)... 

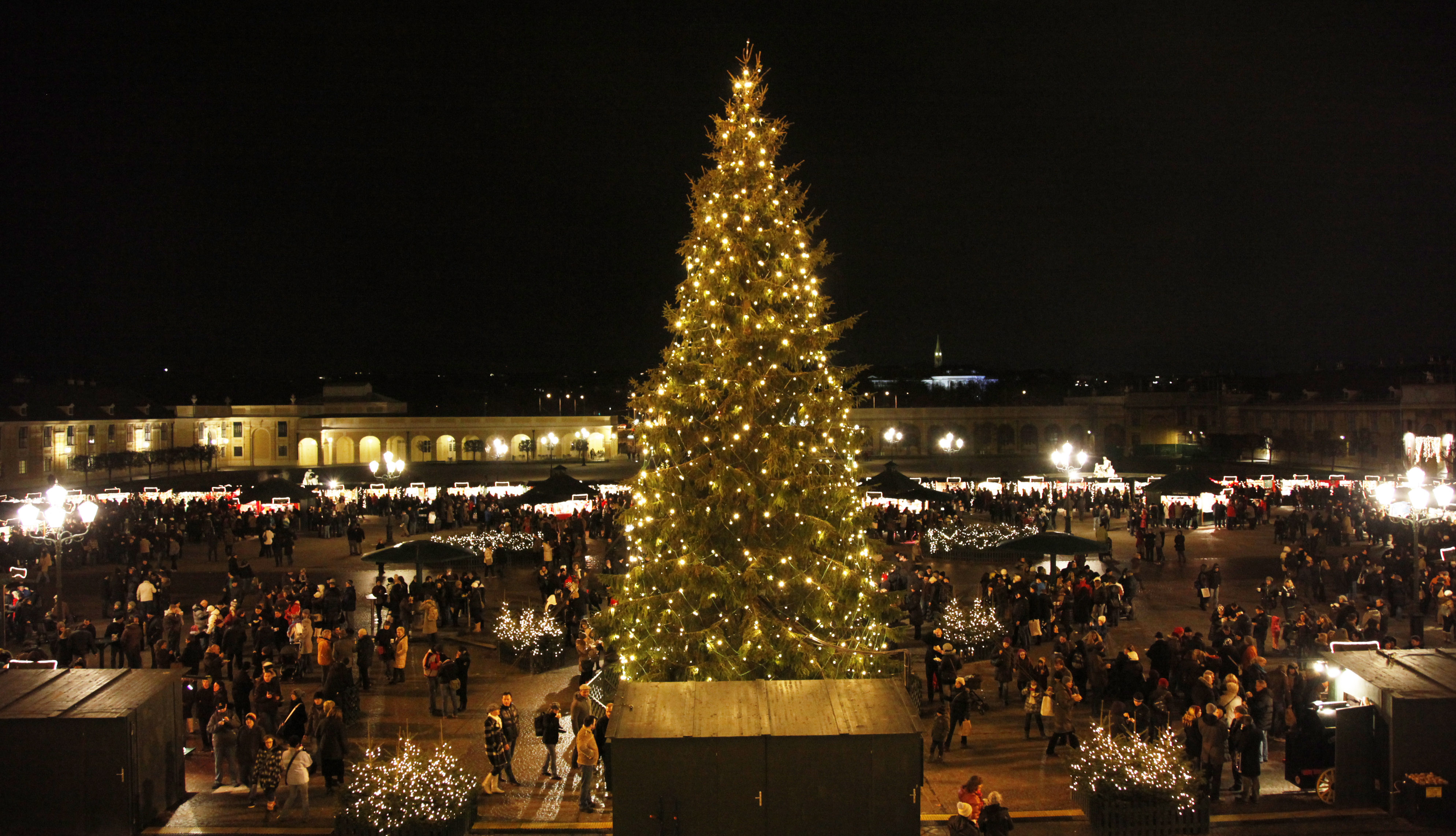
Sapin de Noël du château de Schönbrunn
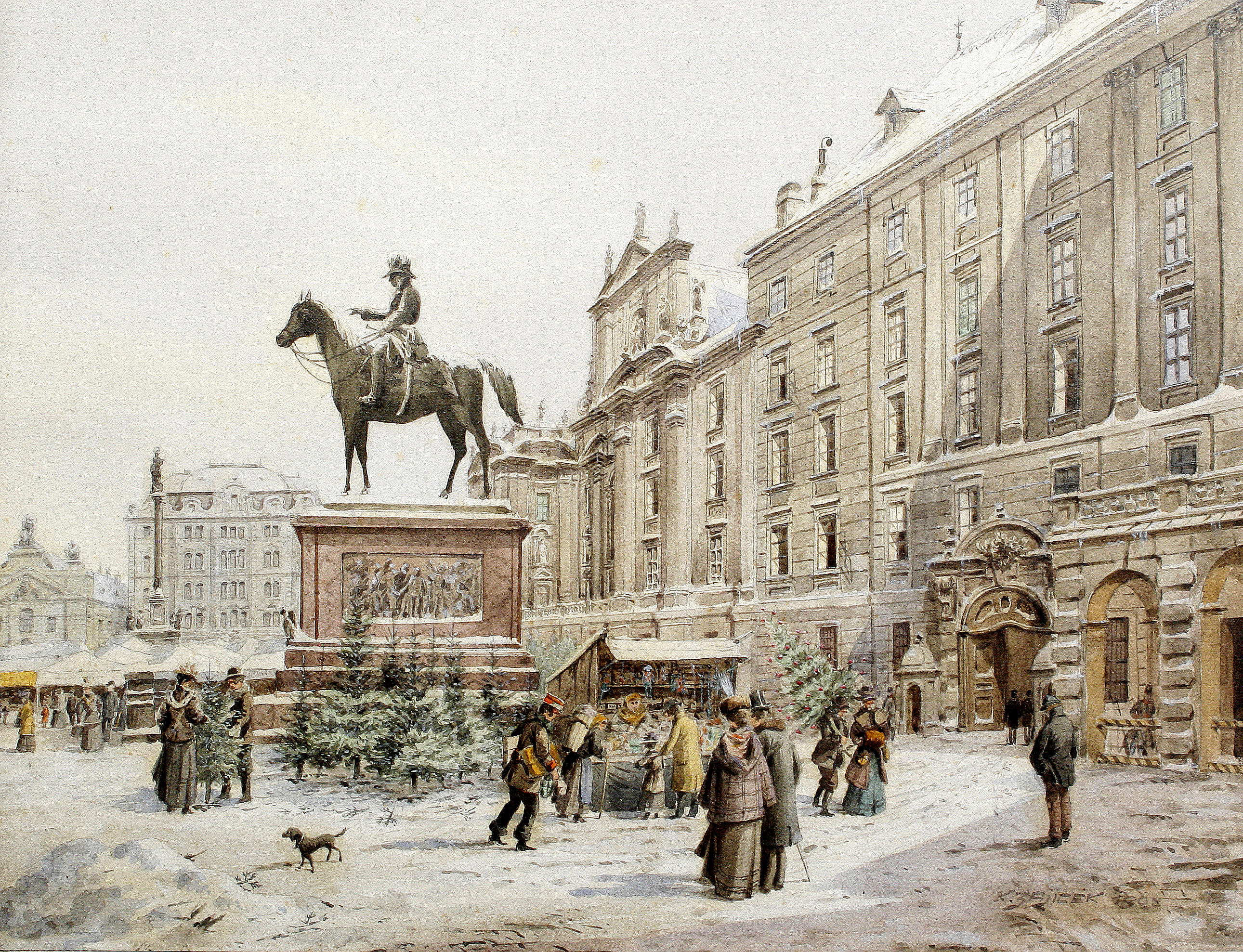
Place Am Hof, en 1908
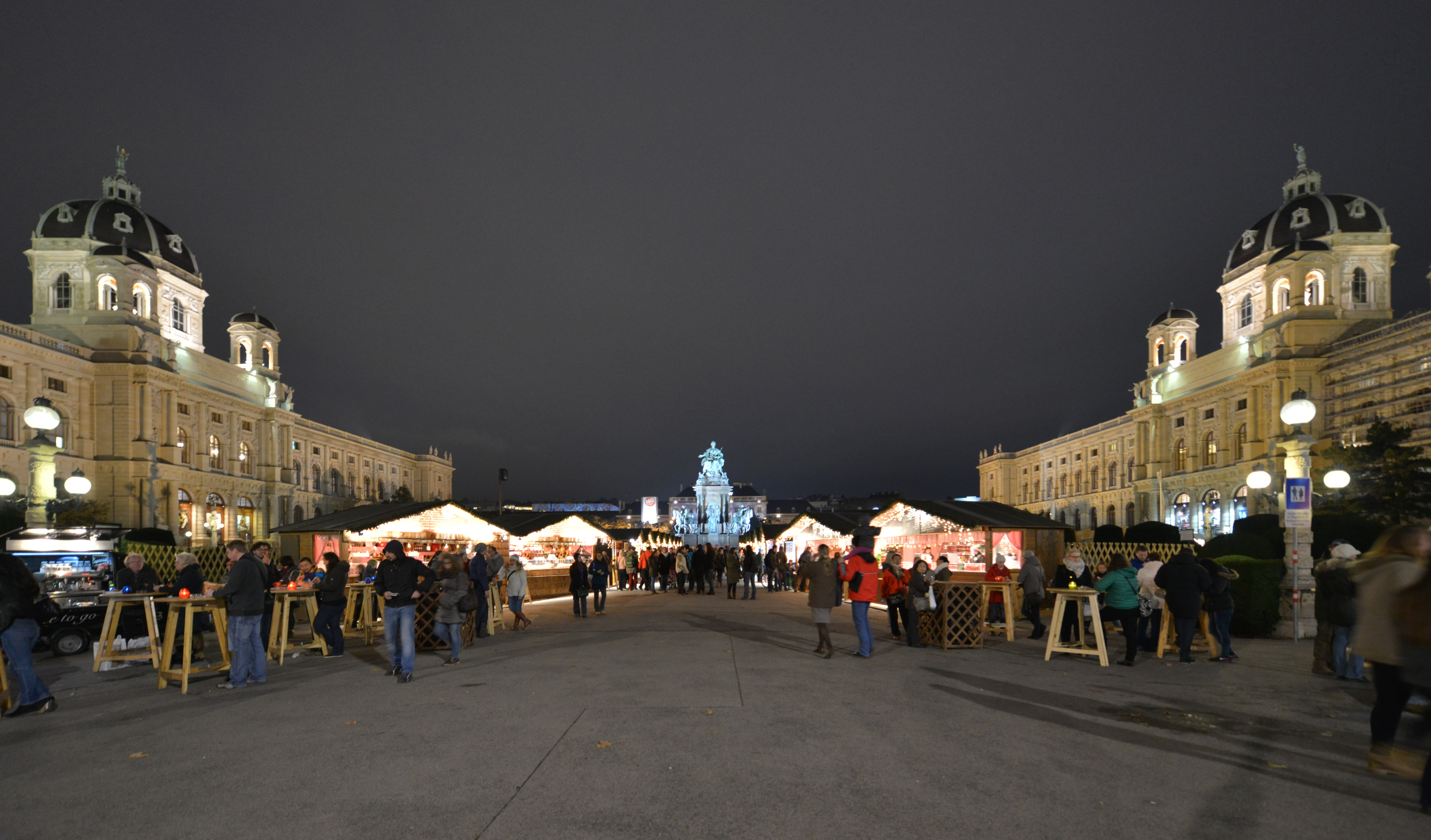
Place Marie-Thérèse
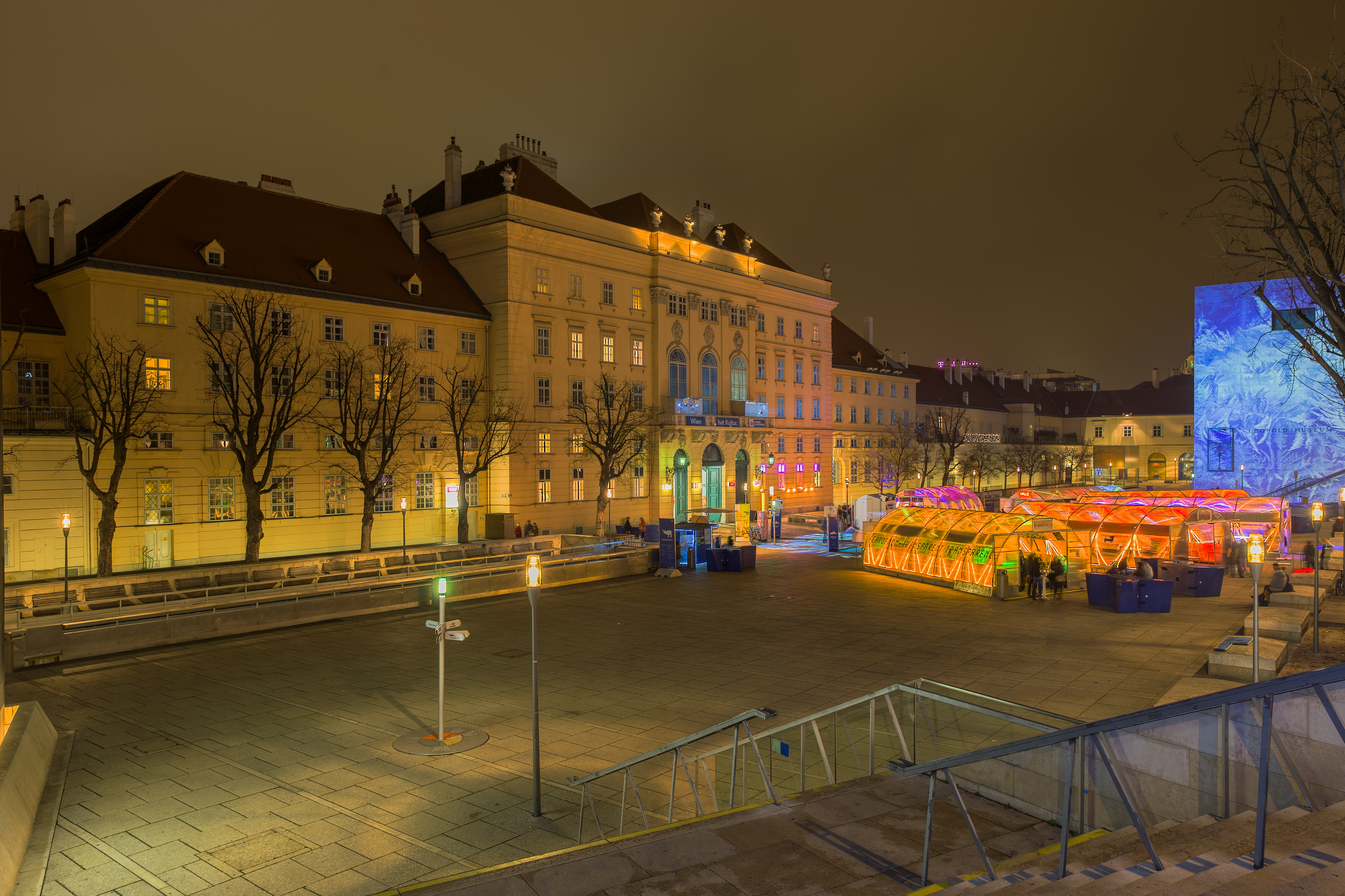
Museumsquartier
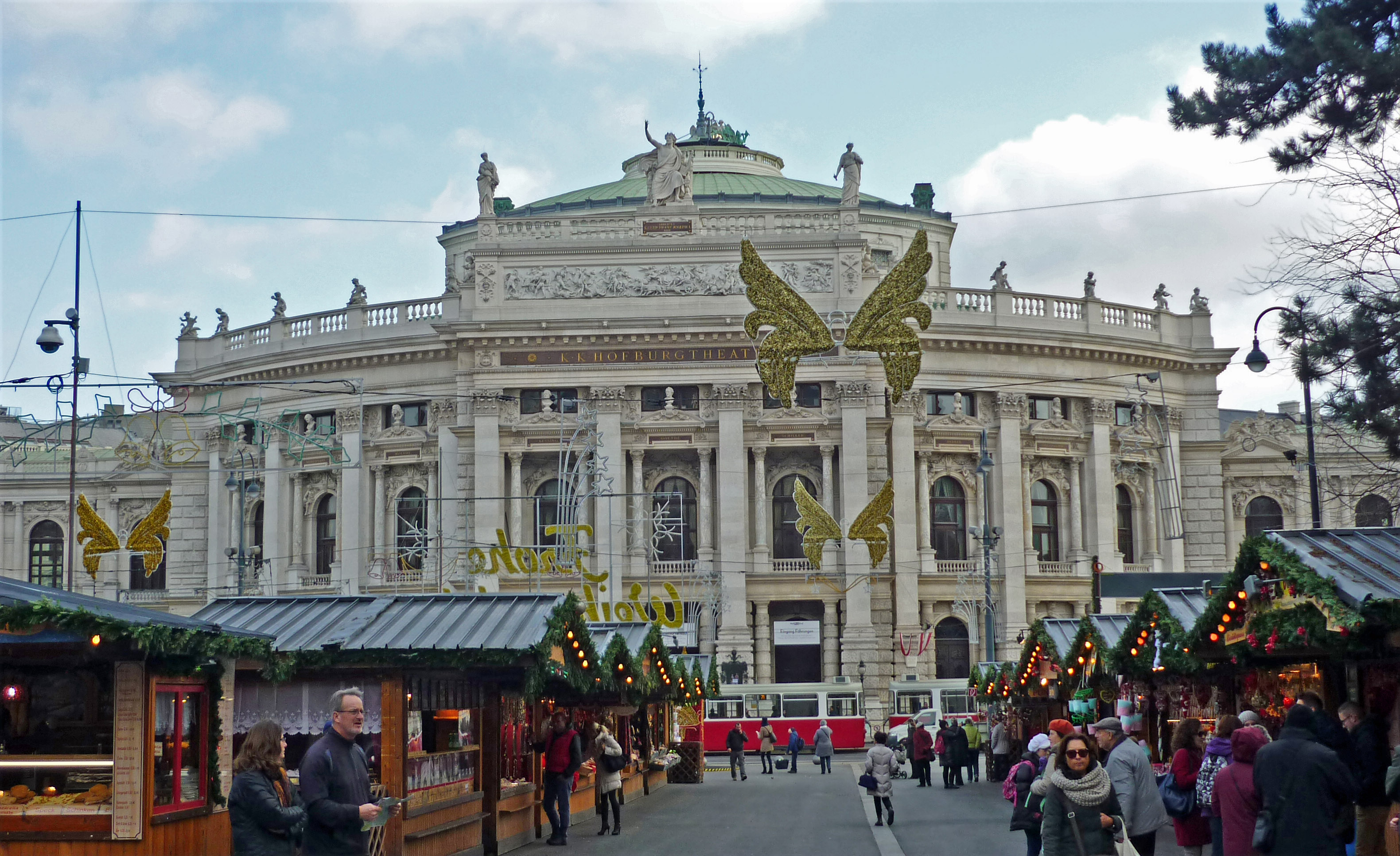
Burgtheater

L'ambiance festive, et féerique de Noël est assurée par de nombreux chants de Noël traditionnels de chorales gospel, contes de Noël, crèche de Noël de la Nativité, balade en calèche, patinoire géante de 4500 m², et de nombreuses boutiques, et centaines de chalets / échoppes installés pour l'occasion, illuminés dans l'esprit de Noël, ou sont vendus des produits régionaux, de l'artisanat traditionnel autrichien / artisanat d'art, décorations de Noël, cadeau de Noël... et des produits alimentaires festifs avec ses nombreux restaurants et boutiques de produits de la cuisine autrichienne traditionnelle, punsch et vin chaud (glühwein), tartines, pain d'épices, gâteaux, confiseries...  

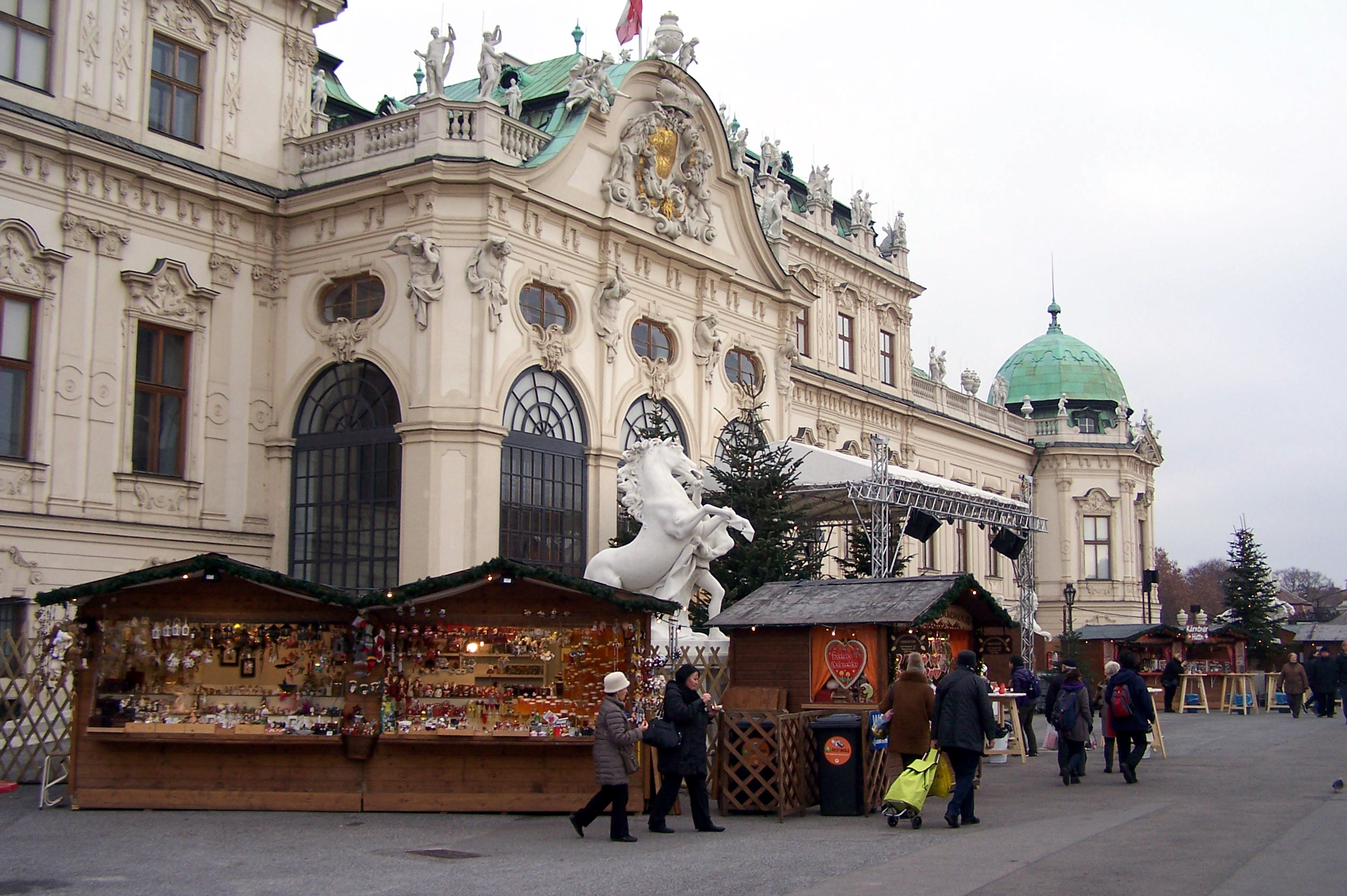
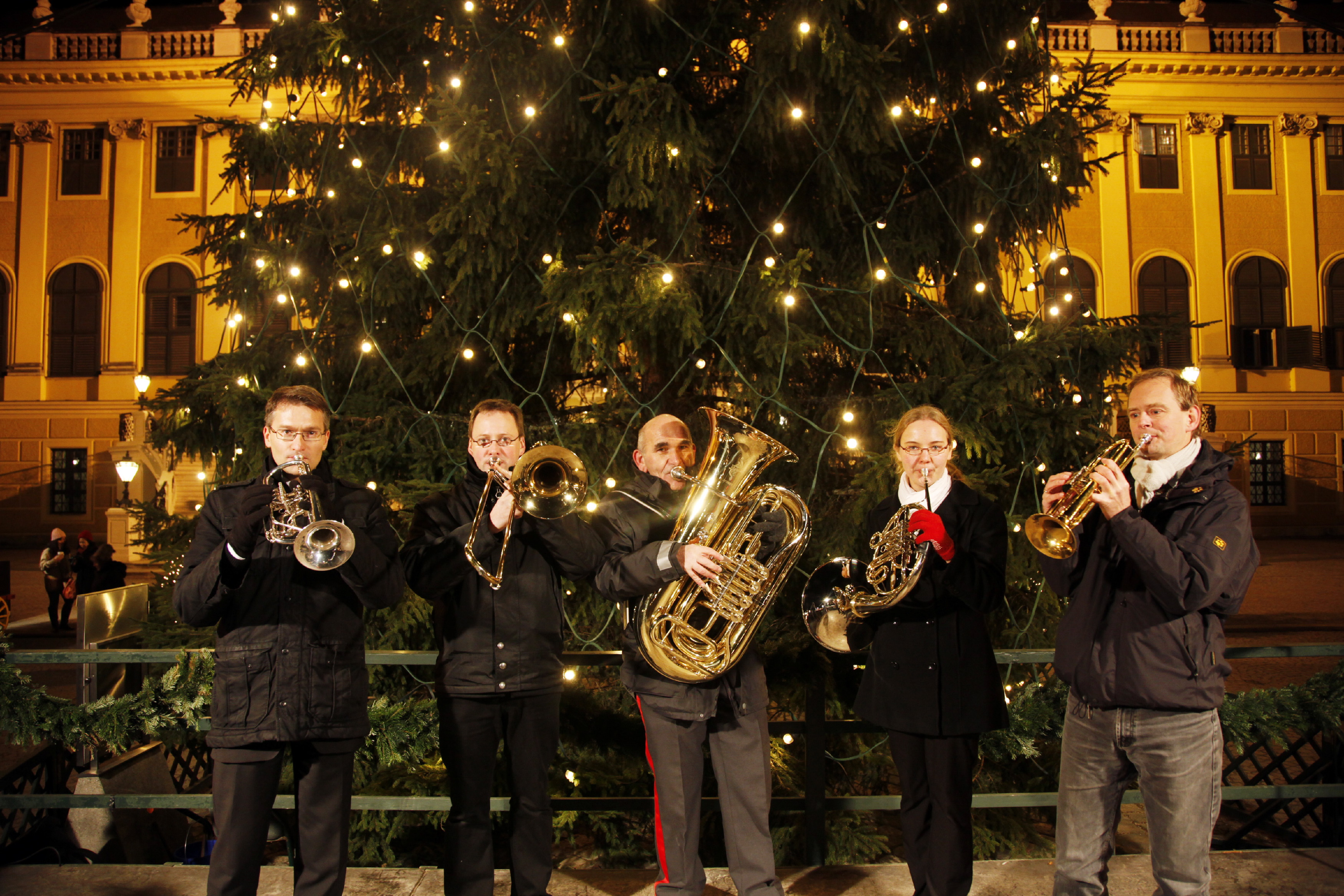
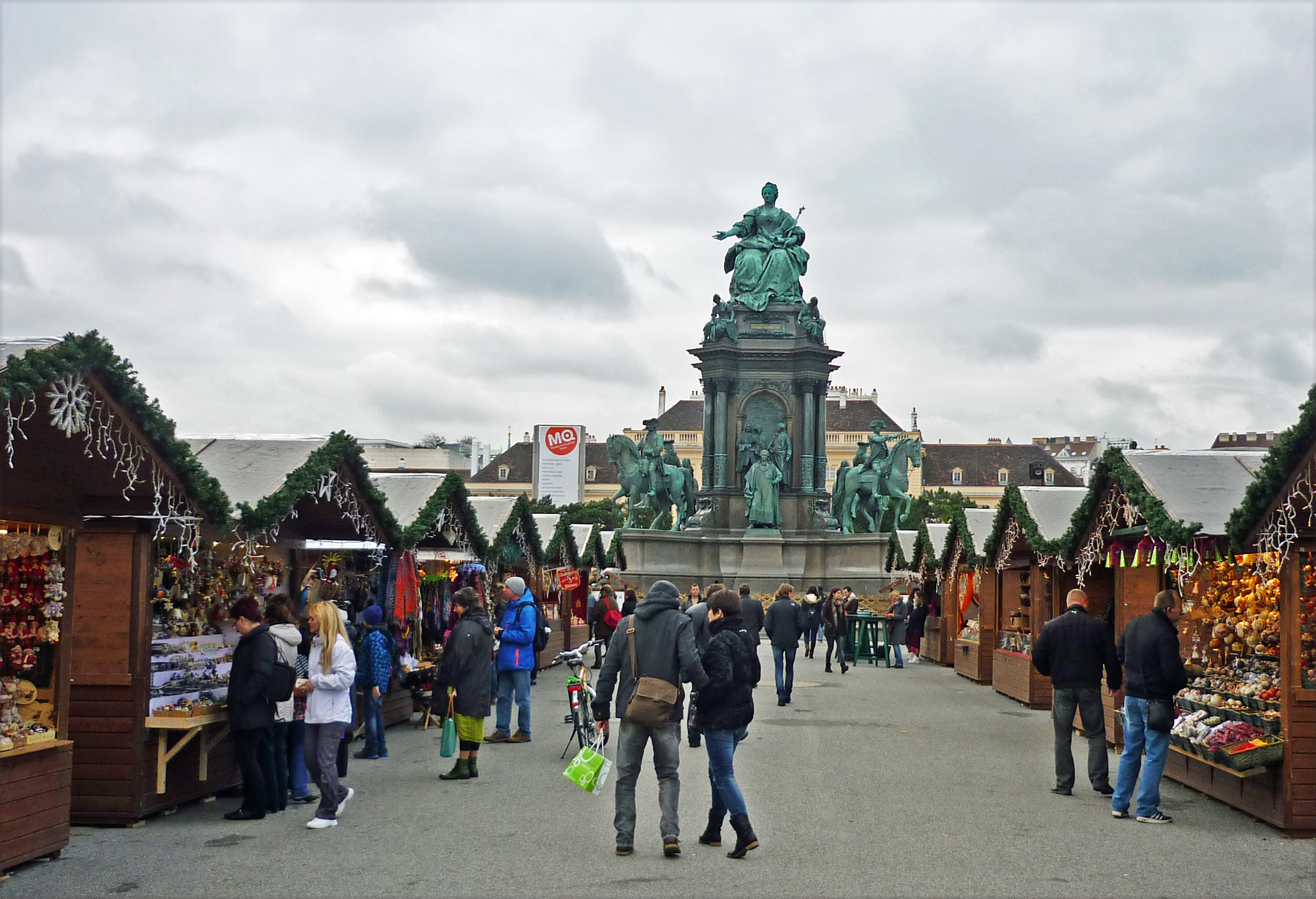
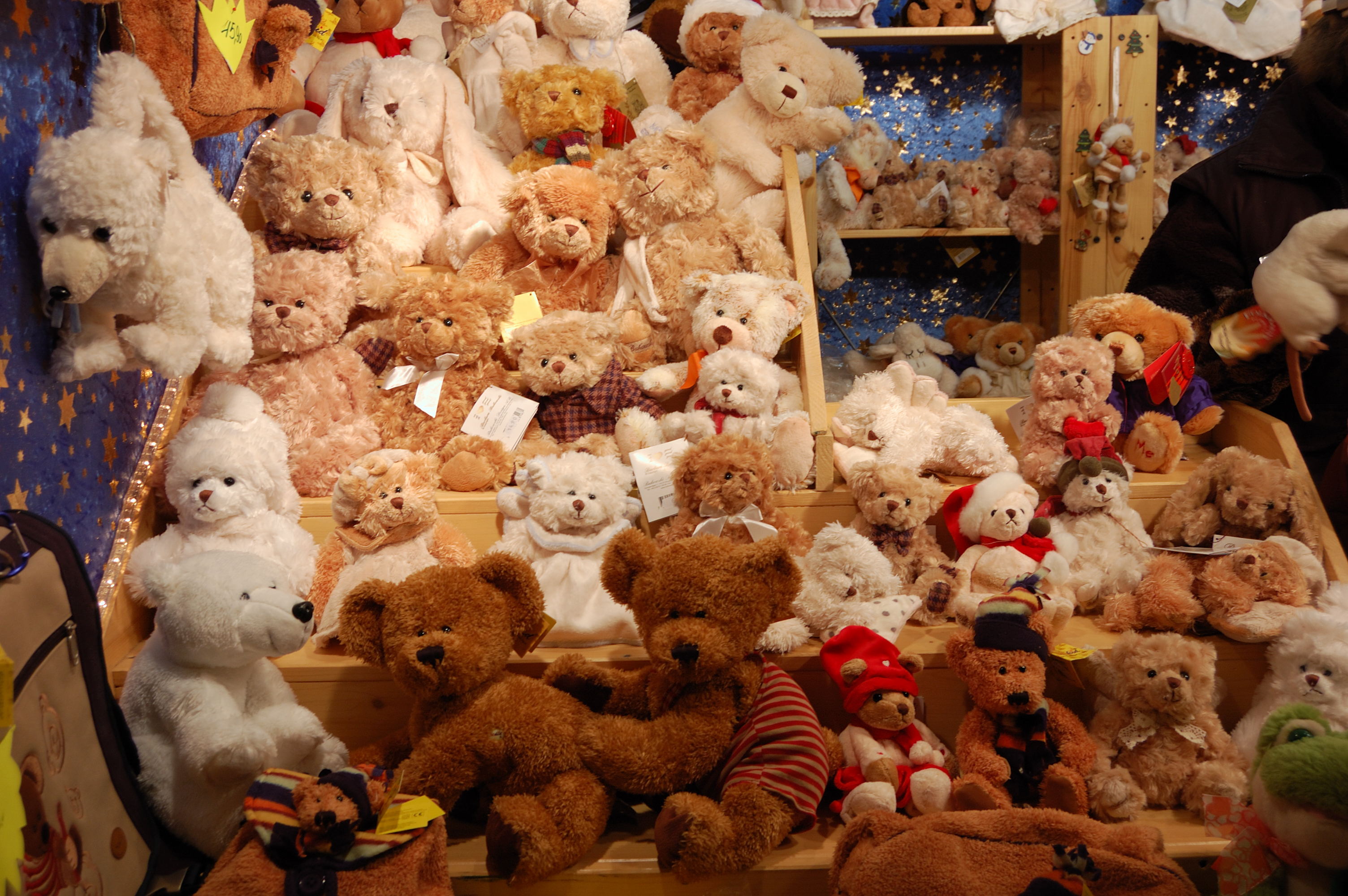
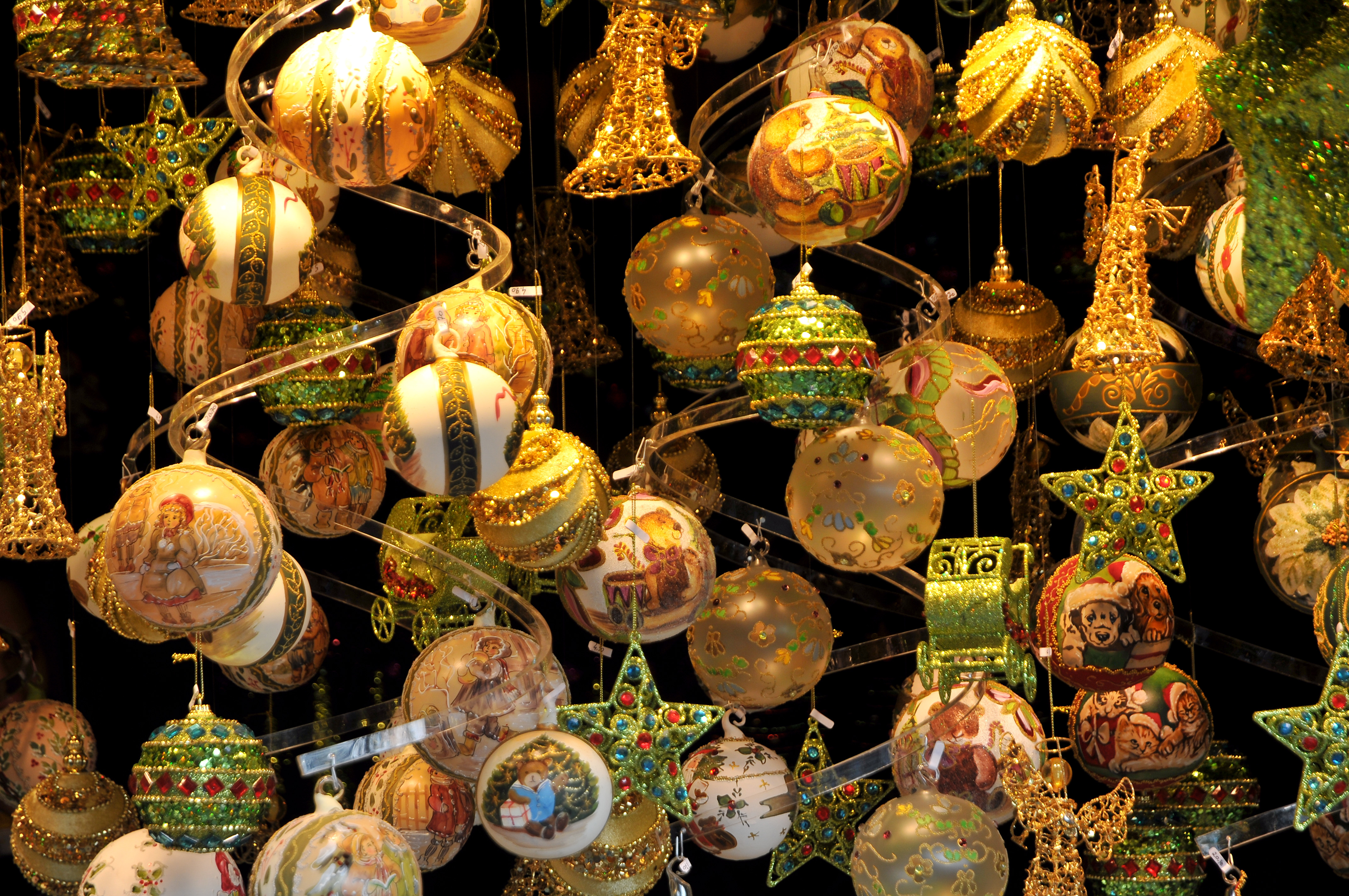

Le marché de Noël est suivi du marché du Jour de l'an (Neujahrsmarkt), célèbre dans le monde entier pour ses nombreux concerts philharmoniques baroques de nouvel an (dont les concerts organisés à la maison Mozart à Vienne, au château de Schönbrunn, et le célèbre Concert du nouvel an à Vienne de l'Orchestre philharmonique de Vienne, de la célèbre salle de concert Musikverein...).